# Шал ле О
Шал ле О (фр. Challes-les-Eaux) насеље је и општина у источној Француској у региону Рона-Алпи, у департману Савоја која припада префектури Шамбери.
По подацима из 2011. године у општини је живело 5100 становника, а густина насељености је износила 902,65 становника/km². Општина се простире на површини од 5,65 km². Налази се на средњој надморској висини од 290 метара (максималној 720 m, а минималној 290 m).

## Демографија
| 1962. | 1968. | 1975. | 1982. | 1990. | 1999. | 2011. |
| ----- | ----- | ----- | ----- | ----- | ----- | ----- |
| 1.448 | 2.031 | 2.308 | 2.580 | 2.801 | 3.931 | 5.100 |

График промене броја становника у току последњих година